# Advanced Intelligent Tape
Advanced Intelligent Tape (AIT) ist ein Magnetband-System zur Datenspeicherung. Es wurde 1996 vorgestellt und ist eine Weiterentwicklung des Digital Audio Tape (DAT) von Sony, das metallbeschichtete Bänder (Advanced Metal Evaporated, AME) verwendet und eine im Vergleich zu DAT etwa vierfach höhere Speicherkapazität ermöglicht. AIT-Technologie wird – im Gegensatz zu DAT – ausschließlich im Bereich der Datensicherung eingesetzt. Die Produktion und der Vertrieb von AIT-Technologie wurde 2010 eingestellt.

## Technik
Das Magnetband-System besteht aus einem 8 mm Helical Scan und verwendet als Indextechnologie das MIC- (Memory-in-Cassette) und zur Kompression das ALDC-Verfahren (Advanced Lossless Data Compression). Die Kompressionsrate beträgt dabei ca. 2,6 zu 1.

## Varianten
AIT-Technologie: 25–200 GB, 4–24 MB/s
- AIT-1 (ab 1996, 25 GB, 3 MB/s; ab 1999 35 GB bei längeren Bändern; ab 2001 4 MB/s)
- AIT-2 (ab 1999, 50 GB, 6 MB/s)
- AIT-3 (ab 2001, 100 GB, 12 MB/s)
- AIT-4 (ab 2004, 200 GB, 24 MB/s)
- AIT-5 (ab 2006, 400 GB, 48 MB/s)
- AIT-6 (abgekündigt)
- AIT-E Turbo (ab 2004, 20 GB, 6 MB/s; Low-cost-Lösung für Low-end-Markt)
- AIT-1 Turbo (ab 2004, 40 GB, 6 MB/s; Low-cost-Lösung für Low-end-Markt)
- AIT-2 Turbo (ab 2005, 80 GB, 12 MB/s; Low-cost-Lösung für Low-end-Markt)

SAIT-Technologie: 500 GB, 30 MB/s
- SAIT-1 (ab 2003, 500 GB, 30 MB/s)
- SAIT-2 (ab 2006, 800 GB, 45 MB/s)
- SAIT-3 (2 TB; 120 MB/s; TBA)
- SAIT-4 (4 TB; 240 MB/s; TBA)